# Dreama Walker
Dreama Elyse Walker (Tampa, 20 giugno 1986) è un'attrice statunitense.

## Biografia e carriera
Dreama Walker nasce a Tampa, in Florida, dove frequenta la Henry B. Plant High School fino al 2004, anno in cui si diploma.
Il suo esordio come attrice è nel 2006 in un episodio di Law & Order - I due volti della giustizia. Nei due anni seguenti alterna ruoli da guest star (Sentieri, Una vita da vivere) ad apparizioni in film: la sua prima parte al cinema è in Goodbye Baby nel 2007. Nel 2008 interpreta Ashley Kowalski, nipote del personaggio di Clint Eastwood in Gran Torino, e Hazel Williams, una delle amiche di Blair Waldorf nella serie Gossip Girl. Fanno seguito ruoli da guest star in Ugly Betty, Royal Pains e Mercy. Nel 2010 è Harper Grace nella miniserie in due puntate Seven Deadly Sins insieme a Rachel Melvin.
A febbraio 2011 entra a far parte del cast principale della sitcom Non fidarti della str**** dell'interno 23, in cui recita accanto a Krysten Ritter e James Van Der Beek: la serie viene trasmessa negli Stati Uniti sul canale ABC a partire dall'11 aprile 2012. Nel 2012 è anche nel film Compliance, che debutta al Sundance Film Festival: per questo ruolo le viene assegnata la menzione d'onore nella categoria Miglior attrice ai Paste SXSW Film Awards.
Altri progetti cinematografici sono Date and Switch, diretto da Chris Nelson, su due amici che decidono di perdere la verginità prima del ballo di fine anno, e The Kitchen, con Laura Prepon e Bryan Greenberg.

## Filmografia

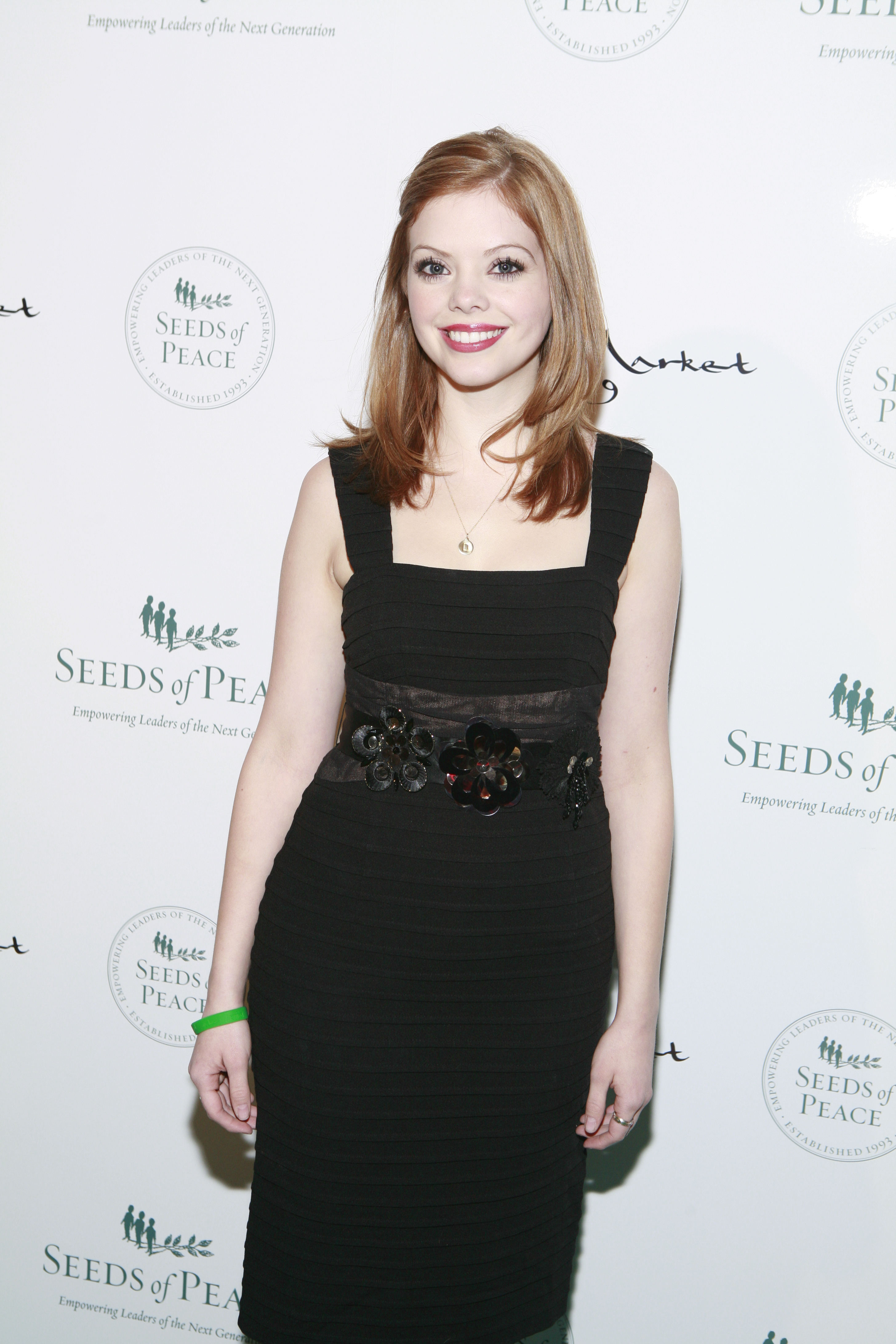
Dreama Walker nel 2009

### Cinema
- Goodbye Baby, regia di Daniel Schechter (2007)
- Sex and the City, regia di Michael Patrick King (2008)
- Wherever You Are, regia di Rob Margolies (2008)
- Gran Torino, regia di Clint Eastwood (2008)
- Il primo dei bugiardi (The Invention of Lying), regia di Ricky Gervais e Matthew Robinson (2009)
- Father/Son, regia di Bryan Reisberg – cortometraggio (2011)
- The Pill - La pillola del giorno dopo (The Pill), regia di J.C. Khoury (2011)
- Compliance, regia di Craig Zobel (2012)
- The Kitchen, regia di Ishai Setton (2012)
- The Discoverers, regia di Justin Schwarz (2012)
- Vamperifica, regia di Bruce Ornstein (2012)
- Chlorine, regia di Jay Alaimo (2012)
- Date and Switch, regia di Chris Nelson (2014)
- C'era una volta a... Hollywood (Once Upon a Time in... Hollywood), regia di Quentin Tarantino (2019)

### Televisione
- Law & Order - I due volti della giustizia (Law & Order) – serie TV, episodio 17x08 (2006)
- Sentieri (The Guiding Light) – serial TV, 2 puntate (2007)
- Una vita da vivere (One Life to Live) – serial TV, 1 puntata (2008)
- Law & Order: Criminal Intent – serie TV, episodio 7x20 (2008)
- The End of Steve, regia di Peter Tolan – film TV (2008)
- Gossip Girl – serie TV, 14 episodi (2008-2009)
- Ugly Betty – serie TV, episodio 3x23 (2009)
- Royal Pains – serie TV, episodio 1x03 (2009)
- Mercy – serie TV, episodio 1x19 (2010)
- Seven Deadly Sins, regia di Jeff Renfroe – miniserie TV, 2 episodi (2010)
- The Good Wife – serie TV, 7 episodi (2009-2011)
- Non fidarti della str**** dell'interno 23 (Don't Trust the B---- in Apartment 23) – serie TV, 26 episodi (2012-2013)
- New Girl – serie TV, episodio 3x02 (2013)
- American Horror Story – serie TV, episodio 9x03 (2019)

## Doppiatrici italiane
Nelle versioni in italiano dei suoi lavori, Dreama Walker è stata doppiata da:
- Letizia Ciampa in Non fidarti della str**** dell'interno 23, The Good Wife, New Girl, Royal Plains, Ugly Betty
- Francesca Rinaldi in Gossip Girl
- Virginia Brunetti in Gran Torino
- Federica De Bortoli in Sex and the City
- Letizia Scifoni in Law & Order - Unità vittime speciali
- Valentina Favazza in Law & Order - Criminal Intent
- Eleonora Reti in Doubt - L'arte del dubbio
- Lavinia Paladino in C'era una volta a... Hollywood